# Saint-Didier-d'Aussiat
Saint-Didier-d'Aussiat és un municipi francès situat al departament de l'Ain i a la regió d'Alvèrnia-Roine-Alps. L'any 2007 tenia 800 habitants.

## Demografia

### Població
El 2007 la població de fet de Saint-Didier-d'Aussiat era de 800 persones. Hi havia 292 famílies de les quals 65 eren unipersonals (45 homes vivint sols i 20 dones vivint soles), 97 parelles sense fills, 110 parelles amb fills i 20 famílies monoparentals amb fills.
La població ha evolucionat segons el següent gràfic:
Habitants censats

### Habitatges
El 2007 hi havia 329 habitatges, 305 eren l'habitatge principal de la família, 8 eren segones residències i 15 estaven desocupats. 301 eren cases i 26 eren apartaments. Dels 305 habitatges principals, 237 estaven ocupats pels seus propietaris, 63 estaven llogats i ocupats pels llogaters i 5 estaven cedits a títol gratuït; 1 tenia una cambra, 15 en tenien dues, 39 en tenien tres, 107 en tenien quatre i 144 en tenien cinc o més. 97 habitatges disposaven pel capbaix d'una plaça de pàrquing. A 119 habitatges hi havia un automòbil i a 170 n'hi havia dos o més.

### Piràmide de població
La piràmide de població per edats i sexe el 2009 era:
| Homes | Edats   | Dones |
| ----- | ------- | ----- |
| 0     | 95 o +  | 0     |
| 8     | 90 a 94 | 4     |
| 0     | 85 a 89 | 0     |
| 0     | 80 a 84 | 4     |
| 32    | 75 a 79 | 12    |
| 16    | 70 a 74 | 24    |
| 12    | 65 a 69 | 12    |
| 12    | 60 a 64 | 16    |
| 20    | 55 a 59 | 16    |
| 16    | 50 a 54 | 12    |
| 20    | 45 a 49 | 16    |
| 36    | 40 a 44 | 28    |
| 32    | 35 a 39 | 32    |
| 28    | 30 a 34 | 20    |
| 24    | 25 a 29 | 12    |
| 4     | 20 a 24 | 28    |
| 24    | 15 a 19 | 12    |
| 40    | 10 a 14 | 36    |
| 24    | 5 a 9   | 20    |
| 24    | 0 a 4   | 0     |

## Economia
El 2007 la població en edat de treballar era de 496 persones, 391 eren actives i 105 eren inactives. De les 391 persones actives 376 estaven ocupades (200 homes i 176 dones) i 14 estaven aturades (10 homes i 4 dones). De les 105 persones inactives 40 estaven jubilades, 48 estaven estudiant i 17 estaven classificades com a «altres inactius».

### Ingressos
El 2009 a Saint-Didier-d'Aussiat hi havia 313 unitats fiscals que integraven 828,5 persones, la mediana anual d'ingressos fiscals per persona era de 17.521 €.

### Activitats econòmiques
Dels 23 establiments que hi havia el 2007, 1 era d'una empresa alimentària, 4 d'empreses de fabricació d'altres productes industrials, 6 d'empreses de construcció, 5 d'empreses de comerç i reparació d'automòbils, 2 d'empreses de transport, 4 d'empreses de serveis i 1 d'una empresa classificada com a «altres activitats de serveis».
Dels 8 establiments de servei als particulars que hi havia el 2009, 1 era un taller de reparació d'automòbils i de material agrícola, 2 paletes, 1 guixaire pintor, 1 fusteria, 1 lampisteria, 1 electricista i 1 perruqueria.
Dels 2 establiments comercials que hi havia el 2009, 1 era una gran superfície de material de bricolatge i 1 una botiga de menys de 120 m².
L'any 2000 a Saint-Didier-d'Aussiat hi havia 27 explotacions agrícoles que ocupaven un total de 1.156 hectàrees.

## Equipaments sanitaris i escolars
El 2009 hi havia una escola elemental.

## Poblacions més properes
El següent diagrama mostra les poblacions més properes.